# Arava
Arava (Arava-systemet) var ett statligt program för bostadsproduktion i Finland. Det skulle leda till bostadsproduktion och renoveringar av existerande bostäder. Finska staten gav bland annat lån till låga räntor och skattelättnader. 1949 beviljades det första Arava-lånet.
Arava hade sin bakgrund i den mycket stora bostadsbrist som Finland hade efter andra världskriget med 500 000 personer utan bostad. 1949 stiftades därför Arava-lagarna och Arava, statens bostadsproduktionskommission, bildades. 150 000 bostäder kom att beviljas Arava-lån. Arava och Aravasystemet ersattes 1966 av Bostadsstyrelsen.